# 1949 (szám)
Az 1949 (római számmal: MCMXLIX) az 1948 és 1950 között található természetes szám.

## A matematikában
A tízes számrendszerbeli 1949-es a kettes számrendszerben 11110011101, a nyolcas számrendszerben 3635, a tizenhatos számrendszerben 79D alakban írható fel.
Az 1949 páratlan szám, prímszám. Kanonikus alakja 19491, normálalakban az 1,949 · 103 szorzattal írható fel. Két osztója van a természetes számok halmazán, ezek növekvő sorrendben: 1 és 1949.
Az 1949 harminckét szám valódiosztóösszeg-függvényeként áll elő, ezek közül a legkisebb is nagyobb 10 000-nél.